# Grundsätze ordnungsgemäßer Planung
Die Grundsätze ordnungsgemäßer Planung (kurz GoP) sind Richtlinien des Bundesverbandes Deutscher Unternehmensberater (BDU), welche Anforderungen eine fundierte Unternehmensplanung zu erfüllen hat. Die GoP wurden zuletzt 2022 zur Version 3.0 aktualisiert, um den erweiterten gesetzlichen Anforderungen an Krisen- und Risikomanagement seit 2021 gerecht zu werden (siehe dazu das Unternehmensstabilisierungs- und -restrukturierungsgesetz (StaRUG)).

## Allgemeines
Neben einer grundsätzlichen betriebswirtschaftlichen Notwendigkeit einer Unternehmensplanung bestehen auch unmittelbare und mittelbare gesetzliche Pflichten hierzu. Zu den Grundfunktionen gehören insbesondere Krisenfrüherkennung und Entscheidungsvorbereitung.
Mit den GoP sollen die essentiellen Anforderungen an Unternehmensplanungen festgelegt werden. Durch den damit aufgespannten Rahmen wird die Planung zu einem sicheren und reproduzierbaren Prozess mit Rückkopplungsschleifen. Jeder individuellen Unternehmensplanung geht dabei eine Analyse voraus, die sowohl den Ist-Zustand abbildet als auch zukünftige Potenziale aufzeigt.

## Inhalte
Die GoP enthalten u. a. Informationen zu den gesetzlichen Grundlagen, zu den Analyse-, Ziel- und Strategiedefinitionen, zur strategischen Planung, zur operativen Planung sowie zur Revolvierung und Überwachung. Ausgangspunkt der zukunftsbezogenen Planung gemäß GoP ist dabei die Prognose künftiger Entwicklungen und Veränderungen des Unternehmens und seines Umfeldes (beispielsweise Wettbewerber und Kunden). Der Unternehmensplan legt unter anderem
- die Unternehmensziele,
- die strategische Ausrichtung,
- die geplanten Maßnahmen oder
- die zur Realisierung vorgesehenen Mittel

für die Planperioden fest. Die Strategie ist Grundlage der operativen Planung. Diese muss gemäß GoP mittels integriertem Planungsmodell Erfolgs-, Bilanz- und Cashflow-Planung transparent verknüpfen. Die Ableitung von Teilplänen (beispielsweise Personalplan, Investitionsplan) wird von den GoP empfohlen.
Eine wichtige GoP-Anforderung für Planungen besteht darin, Transparenz zu schaffen hinsichtlich der Planungssicherheit.  Risiken werden dabei verstanden als mögliche Planabweichungen, was Chancen (mögliche positive Abweichungen, „upside risk“) und Gefahren (mögliche negative Abweichungen, „downside risk“) einschließt. Die GoP tragen dieser engen Verknüpfung von Planung und Risiko Rechnung, indem Transparenz gefordert wird über diejenigen Risiken, die Planabweichungen auslösen können. Risiken, beispielsweise unsichere Plannahmen, sind dabei zu identifizieren und quantitativ zu beschreiben. Dies ist beispielsweise möglich durch die Angabe von (a) Mindestwert, (b) wahrscheinlichstem Wert und (c) Maximalwert einer Plangröße oder Planannahme, womit implizit auch der Erwartungswert erfasst wird. Dieser ergibt sich bei einer oft unterstellten „Dreiecksverteilung“ gerade als der Durchschnitt der drei genannten Werte. Durch die Angabe solcher „Bandbreiten“ werden Scheingenauigkeiten vermieden.
Erst durch die Berücksichtigung von Chancen und Gefahren (Risiken) ist es möglich, tatsächliche aussagefähige und entscheidungsrelevante Planwerte im Sinne von Erwartungswerten zu erhalten. Es ist eine weitere Anforderung der GoP vorzugsweise Planwerte zu bestimmen, die „im Mittel“ richtig sind, also bei denen mögliche positive und negative Planabweichungen adäquat berücksichtigt sind. Nur auf diese Weise berechnete Planwerte können die Grundlage für unternehmerische Entscheidungen (beispielsweise Investitionsentscheidungen) sein – nicht jedoch beispielsweise „wahrscheinlichste Werte“ (Modus), wie man sie heute noch oft in der Planung sieht.
Die Transparenz über die Planungssicherheit ist zudem notwendige Voraussetzung für eine wertorientierte Unternehmensführung, denn bekanntlich ist Planungssicherheit (der aggregierte Gesamtrisikoumfang) die Grundlage für die Bestimmung von planungskonsistenten Risikomaßen (Standardabweichung der Cashflows oder Value at Risk), die dann wiederum die risikogerechten Kapitalkosten (risikogerechte Anforderungen an die zu erwartende Rendite) bestimmen.
Die Finanzierungsplanung ist ein wesentlicher Teil der operativen Unternehmensplanung, und der zu finanzierende Kapitalbedarf des Unternehmens muss fundiert abgeleitet werden, beispielsweise unter expliziten Annahmen bezüglich Debitorenfrist, Kreditorenfrist und Vorratsreichweite, Investitionen usw. Die Verknüpfung von Risikomanagement und Planung, die durch die GoP angestoßen wird, schafft die Voraussetzung dafür, risikogerechte Finanzierungsstrukturen abzuleiten, eine Bedrohung des zukünftigen Ratings rechtzeitig zu erkennen und bei wesentlichen Entscheidungen erwartete Erträge und Risiken im Sinne einer wertorientierten Unternehmensführung gegeneinander abzuwägen.
Bei den heute noch vorherrschenden kapitalmarktorientierten Steuerungssystemen (beispielsweise Economic Value Added – Konzepte, EVA) auf Grundlage des Capital Asset Pricing Models (CAPM) zur Bestimmung von Kapitalkosten ist Planungskonsistenz dagegen nicht gewährleistet, wenn – statt Plandaten – historische Aktienrenditen betrachtet werden. Bei einer Unternehmensplanung gemäß der GoP ist gewährleistet, dass Transparenz geschaffen wird über die an sich bewertungsrelevanten zukünftigen Risiken. Damit werden die Voraussetzungen geschaffen, Kapitalkostensätze (Diskontierungszinssätze) im Rahmen des wertorientierten Managements fundiert abzuleiten aus den entscheidungsrelevanten (aggregierten) zukünftigen Risiken. Der Umweg über Kapitalmarktdaten, die für viele Unternehmen nicht verfügbar sind, ist nicht mehr erforderlich: Zunehmende mögliche Planungsabweichungen bzw. Bedarf an Eigenkapital implizieren höhere Kapitalkostensätze, also höhere Anforderungen an eine risikogerechte Rendite (vgl. Berechnung von Kapitalkosten).
Analog dem auf dem Kontroll- und Transparenzgesetz (KonTraG) basierenden IDW-Prüfungsstandard 340 fordern die GoP die Bestimmung des aggregierten Gesamtrisikoumfangs, da nur auf diese Weise der Umfang möglicher Planabweichungen (Planungssicherheit), der risikogerechte Eigenkapitalbedarf und die Bestandsgefährdung des Unternehmens beurteilt werden können.
Die Verknüpfung von Planung mit Risikoinformationen ermöglicht sogar die Erstellung sogenannter „stochastischer“ Ratingprognosen, die einen Entwicklungskorridor (eine Bandbreite) der zukünftigen Ratingentwicklung anzeigen und damit in besonderer Weise für eine mögliche in der Zukunft liegende Bedrohung des Kreditratings und damit des Unternehmens sensibilisieren können.
Das zukünftige (Kredit-)Rating eines Unternehmens ist abhängig von der Unternehmensplanung und denjenigen Risiken, die Planabweichungen auslösen können. Zwischen Unternehmensplanung und Rating gibt es jedoch eine wechselseitige Abhängigkeit, die zu berücksichtigen die GoP fordert. Zum einen ist es für eine tragfähige Unternehmensplanung notwendig, dass deren Konsequenzen für die zukünftige Entwicklung wesentlicher Finanzkennzahlen (wie Eigenkapitalquote oder Gesamtkapitalrendite) zu einem Rating führen, das die diesbezüglichen Mindestanforderungen der Kreditinstitute erfüllt. Eine Unternehmensplanung muss also auch aus Sicht der Gläubiger tragfähig sein, was schon bei der Erstellung der Planung berücksichtigt werden muss („Ratingprognose“). Darüber hinaus ist eine wichtige Größe der Unternehmensplanung – der Fremdkapitalzinssatz – unmittelbar vom Rating und der geschätzten Insolvenzwahrscheinlichkeit des Unternehmens abhängig. Um also den zukünftigen Fremdkapitalzinssatz und damit den Zinsaufwand fundiert beurteilen zu können, müssen die Konsequenzen der Unternehmensplanung (bzw. Planszenarien) für die wesentlichen Finanzkennzahlen, die das zukünftige Kreditrating bestimmen, abgeschätzt werden.

## Rechtliche Bedeutung
Ähnlich der Empfehlungen anderer Berufs- und Wirtschaftsverbände oder auch der DIN-Normen, handelt es sich bei den GoP primär um „private Regelwerke mit Empfehlungscharakter“. Sie sind daher nicht bindend, können aber im Falle gerichtlicher Auseinandersetzungen einen Maßstab für einwandfreies Vorgehen – im Sinne einer anerkannten Regel des Berufsstandes – sein.